# Dexter (Georgia)
Dexter – miasto w Stanach Zjednoczonych, w stanie Georgia, w hrabstwie Laurens.